# Acconciatura

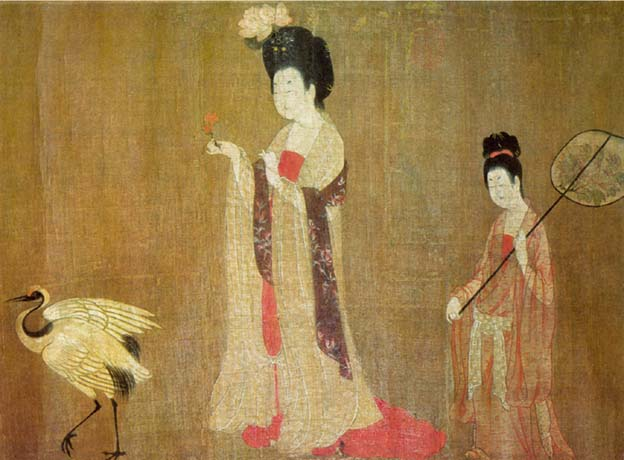
Un quadro delle donne della Dinastia Tang, dell'artista cinese Zhou Fang, VIII secolo

Con il termine acconciatura, anche detta taglio o più raramente pettinatura si fa riferimento allo stile che viene fatto assumere ai capelli umani. Essa funge spesso da marcatore sociale , dipendente dalle mode del momento, dal luogo, e dai vari contesti.
La persona incaricata di svolgere tale attività viene genericamente detta acconciatore: il suo ruolo, solitamente, è quello di occuparsi di acconciare i capelli venendo comunemente chiamato parrucchiere.
Anche il barbiere può essere considerato come acconciatore. Il suo ruolo è quello di acconciare barba e baffi.

## Storia
Presso i popoli extraeuropei, in qualche occasione i capelli evidenziarono uno stile complicato che può essere in relazione a particolari riti e usanze: in alcune regioni dell'Africa occidentale gli uomini usavano ungersi i capelli con grasso e li cospargevano di sostanze quali la cenere e l'argilla;

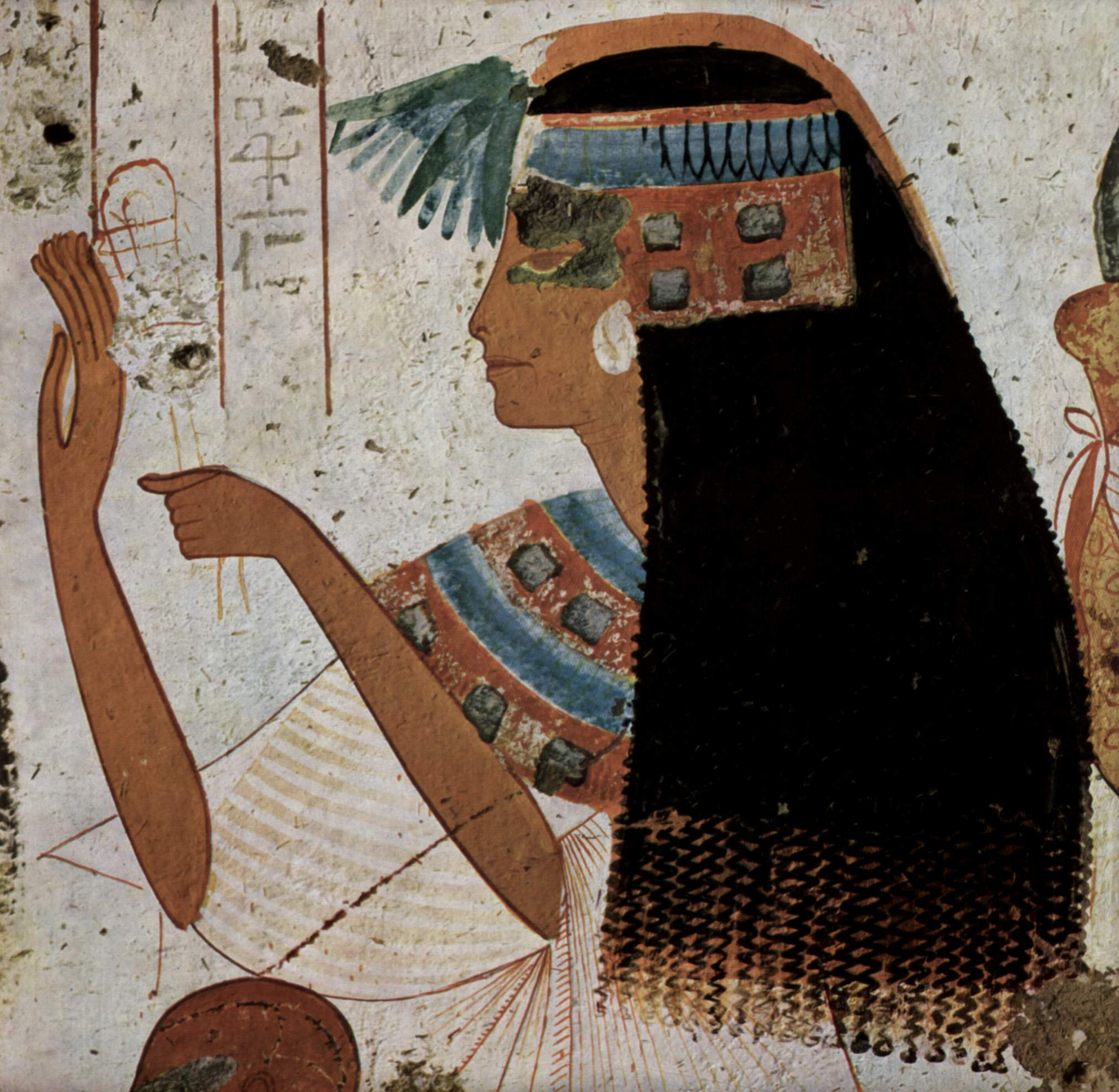
Pettinatura egiziana

 in Papuasia durante alcune cerimonie tradizionali le acconciature raggiunsero, grazie a speciali ornamenti, anche il metro in altezza.
Presso gli Assiri e i Babilonesi le capigliature tipiche delle classi più elevate assunsero la forma di anelli sovrapposti, mentre il popolo abitualmente si radeva completamente il cranio. Anche presso gli antichi Egizi l'acconciatura era un indice di differenziazione di ceto, e ad una maggiore elaborazione, costituita tipicamente da parrucche e da barbe posticce, corrispondeva un migliore status sociale.

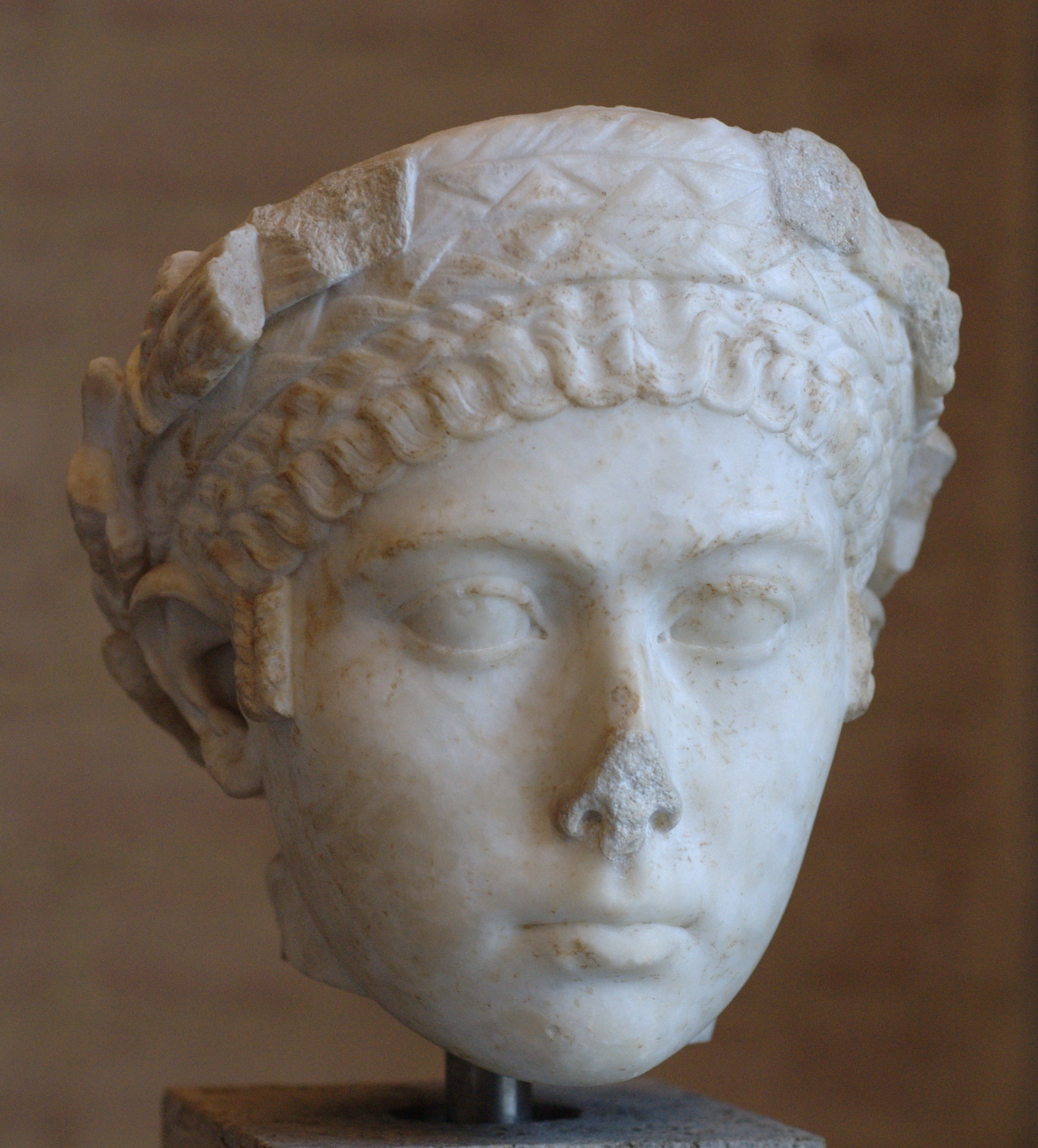
Acconciatura romana

In Asia divenne caratteristica la treccia diffusa ai tempi dei Manciù nel XVII secolo, unica nel caso della pettinatura maschile e multipla e in numero pari per le donne.
Sin dal periodo dell'antica Grecia, l'acconciatura era considerata molto importante e particolarmente curata, solo nel 300 a.C. cominciarono a comparire a Roma i primi barbieri provenienti dalla Sicilia, mentre per le donne si diffuse l'abitudine di annodare i capelli in trecce. Nel I secolo d.C. si diffuse l'abitudine di indossare parrucche, abitudine poi abolita dal Cristianesimo che predicò la semplicità dei costumi al punto da emettere nel VII secolo una bolla papale indirizzata contro i lussi delle capigliature.
Dopo le crociate, l'influsso dei paesi orientali portò la moda di adornarsi i capelli con pietre preziose ed ori. Dal XIV secolo si diffusero le prime forme di fermagli ed altri accessori, in particolar modo il balzo, una forma in cartone che serviva a sollevare l'acconciatura fino a 70 centimetri. A partire dagli anni '70 del Quattrocento si diffuse in Italia la moda femminile del trenzale, anche detto coazzone, di derivazione spagnola, mentre nel Cinquecento, ed in particolar modo in Toscana, quella di raccogliere i capelli in una reticella, mentre dovunque si impose l'uso del feltro, proveniente dalla Spagna.

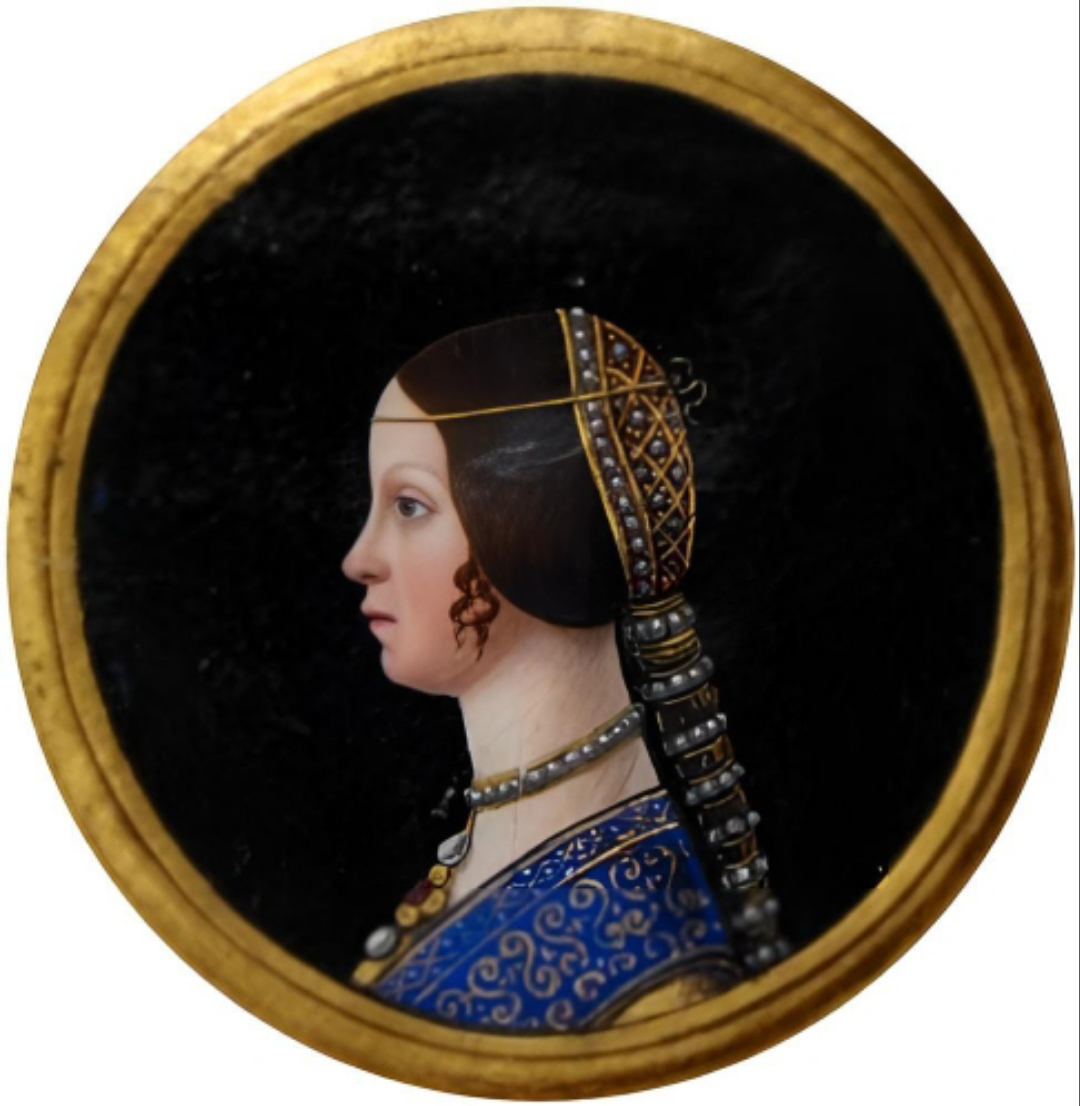
Coazzone con trenzale e fili di perle

Nel XVII secolo le mode imperanti furono varie: Maria de' Medici fu una delle prime donne a lanciare la moda dei capelli corti, ma nello stesso tempo entrò in auge una capigliatura stretta e alta. Verso la metà del Seicento comparvero i riccioli attorno al viso oltre alla moda dei capelli posticci aggiuntivi.
In pochi decenni le parrucche inserite su cranio pelato presero il posto dei capelli posticci. Le parrucche venivano recuperate dai capelli dei condannati a morte.

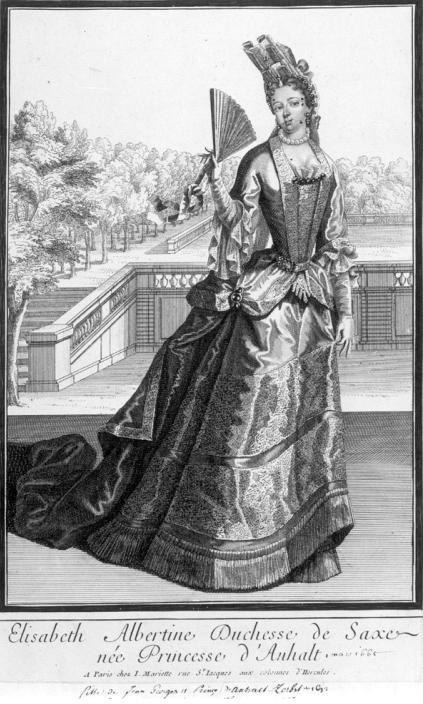
Pettinatura del Settecento

Anche nei due secoli successivi continuò in Europa, e soprattutto nella nobiltà francese, la moda delle parrucche, sempre più alte ed elaborate.
Nel Settecento l'elemento caratterizzante le acconciature europee fu la cipria, ossia farina profumata, utilizzata anche dal popolo. Dopo un periodo di eccessi nella raffinatezza delle acconciature, giunte addirittura a contenere oggetti quali modellini di vascelli o cestini di fiori, la moda delle parrucche terminò dopo la rivoluzione francese, contemporaneamente al ritorno del gusto classico e quindi della capigliatura alla greca.
In seguito in pieno romanticismo (ottocentesco) le acconciature tornarono ad essere semplici, con i capelli, sia maschili che femminili, lasciati liberi e lunghi. Contemporaneamente decine di migliaia di cinesi furono uccisi per aver rifiutato agli invasori manciù di tagliare i propri lunghi codini.

Nella seconda parte del secolo riapparvero le stravaganze e dalla fine dell'Ottocento in poi le acconciature trovarono nuovi spunti e varianti, grazie all'evoluzione tecnologica.

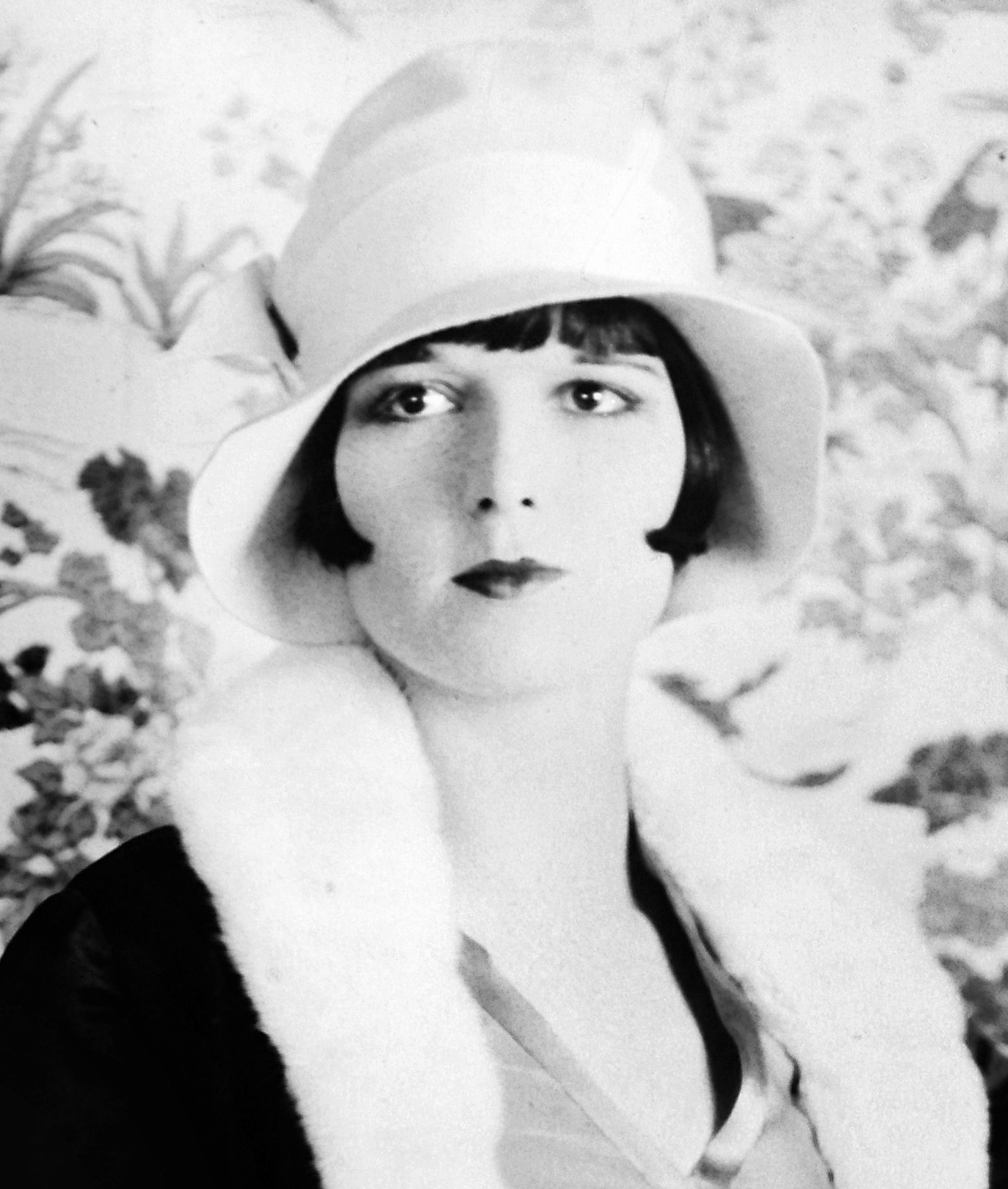
Il taglio alla maschietta

Negli anni venti del XX secolo la vera novità fu il taglio delle donne alla maschietta, che indicò anche un cambiamento etico, morale e comportamentale in atto. La permanente permetteva di arricciare e "gonfiare" l'acconciatura a proprio piacimento, mentre con la tintura fu reso possibile persino cambiare il colore dei capelli, o con le mèche, con il quale invece venivano colorate solo alcune ciocche di capelli. Aumenta anche il numero di prodotti destinati alla cura dei capelli come il gel o la lacca.""

## Galleria d'immagini

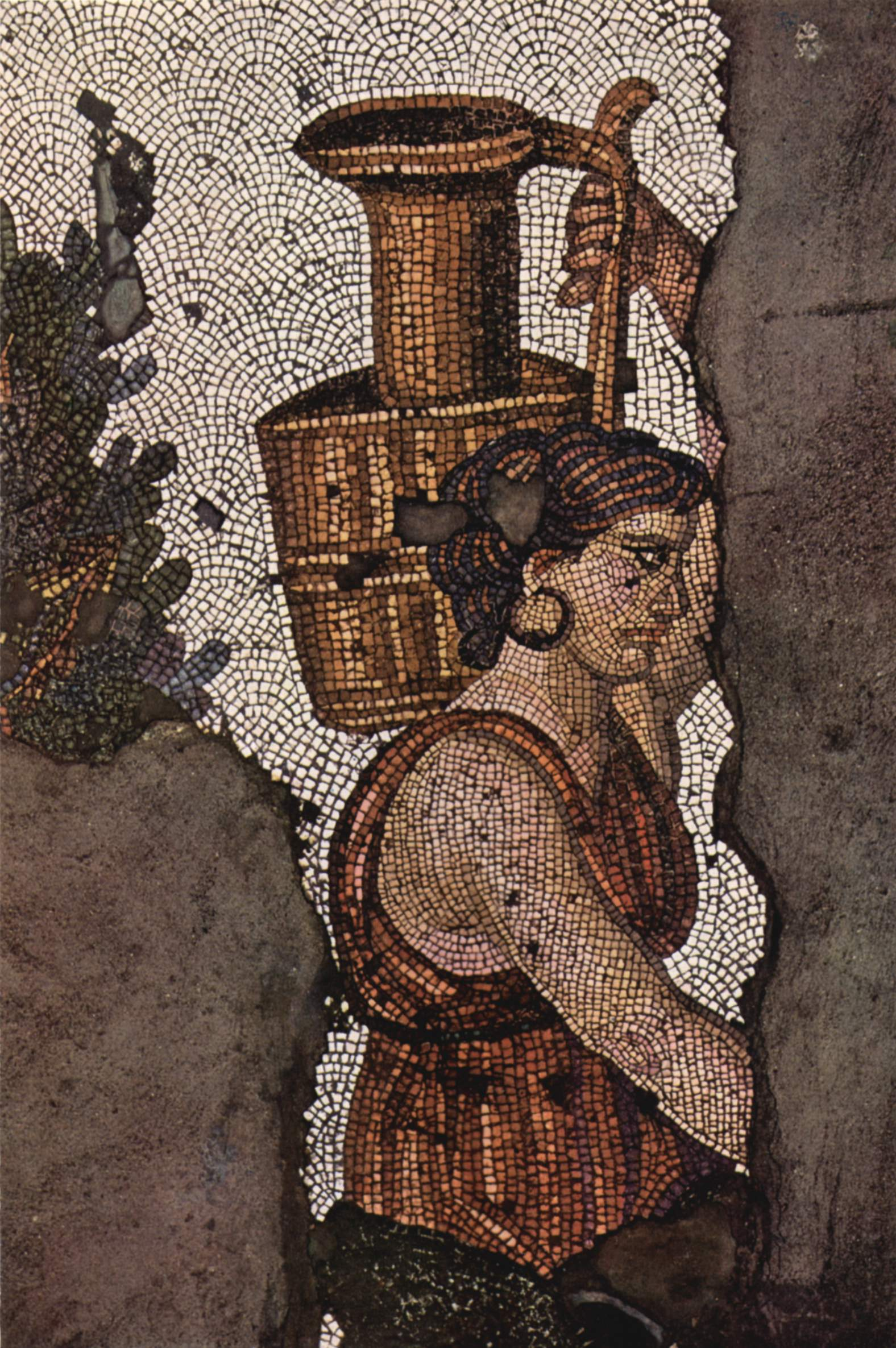
Bisanzio, V secolo
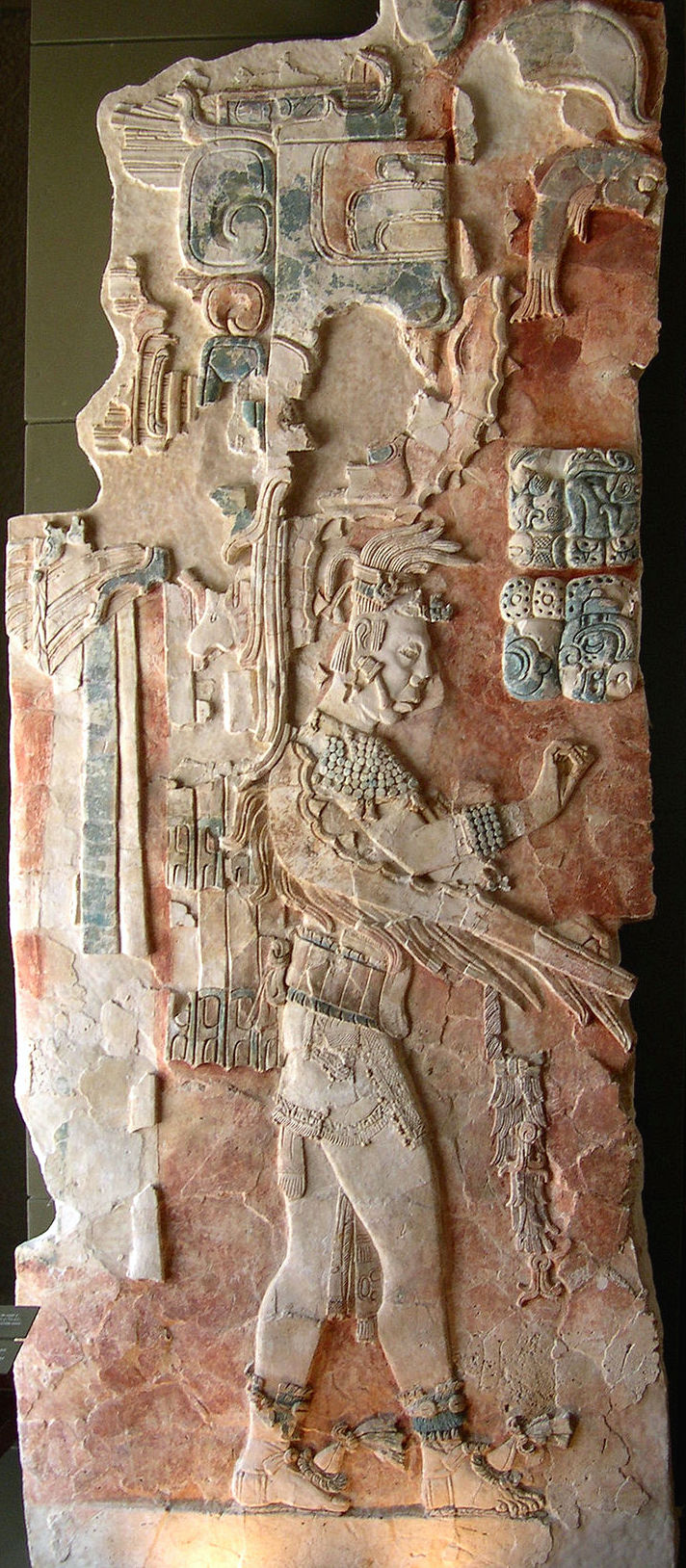
Civiltà Maya

### XV secolo

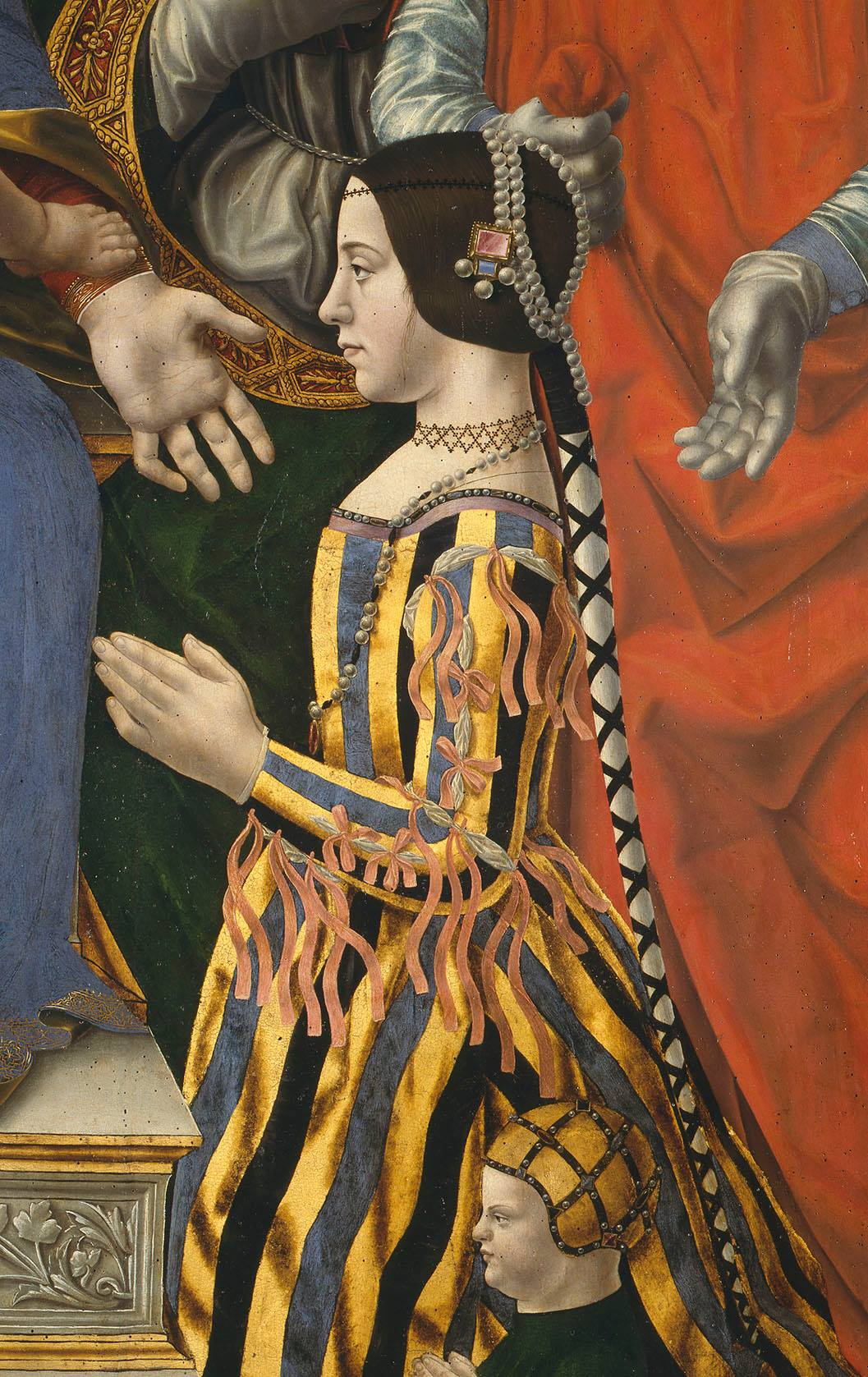
Italia
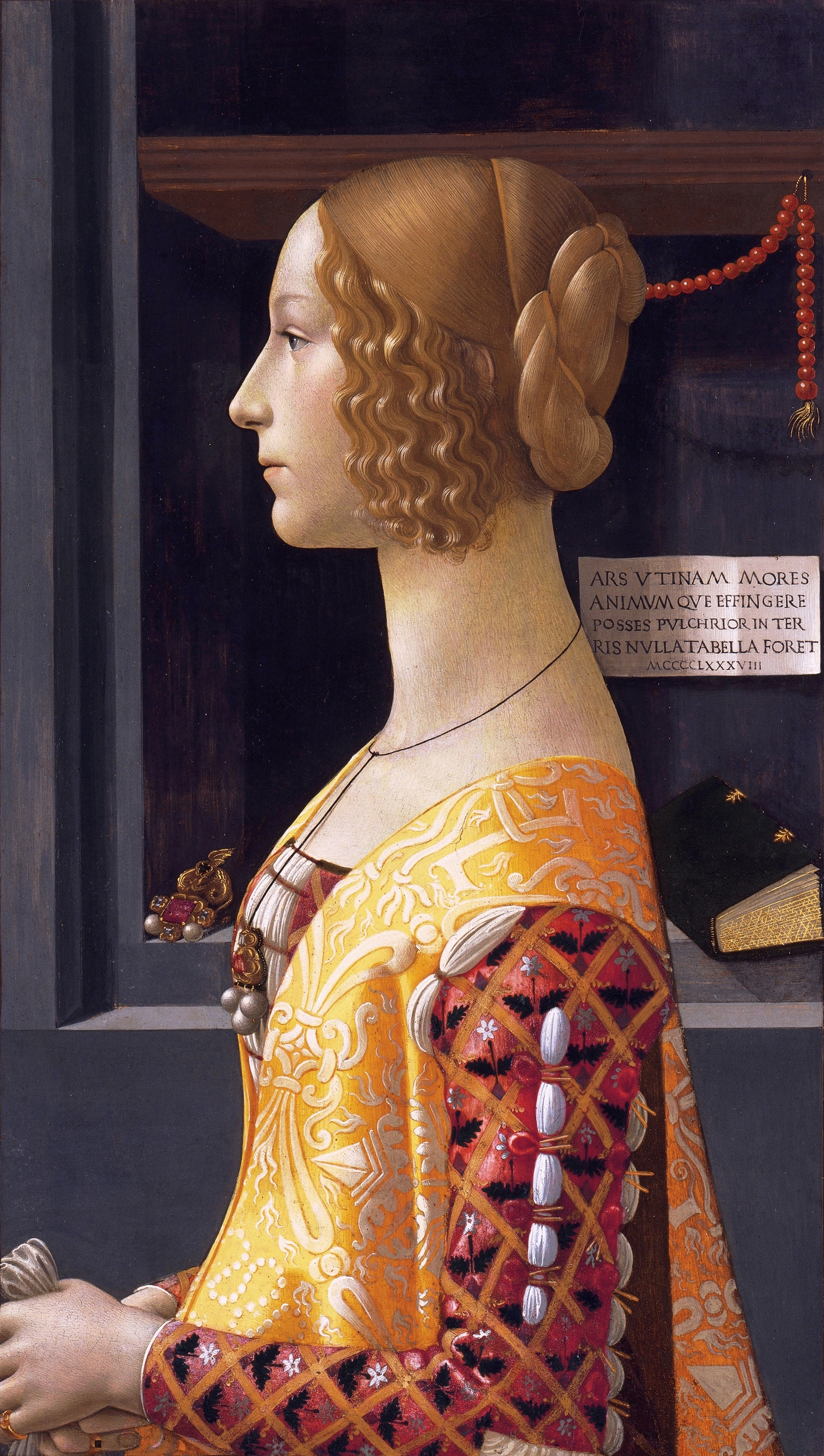
Italia
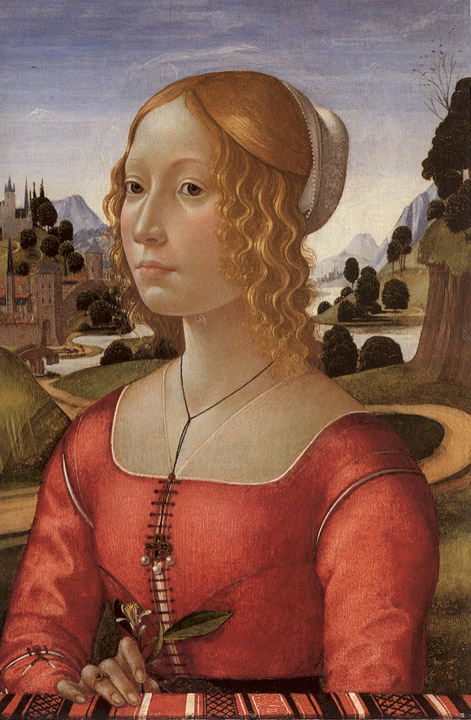
Italia
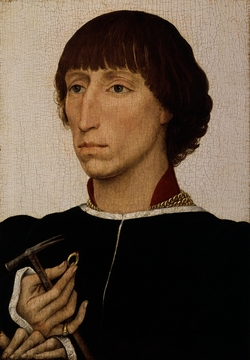
Italia

### XVI secolo

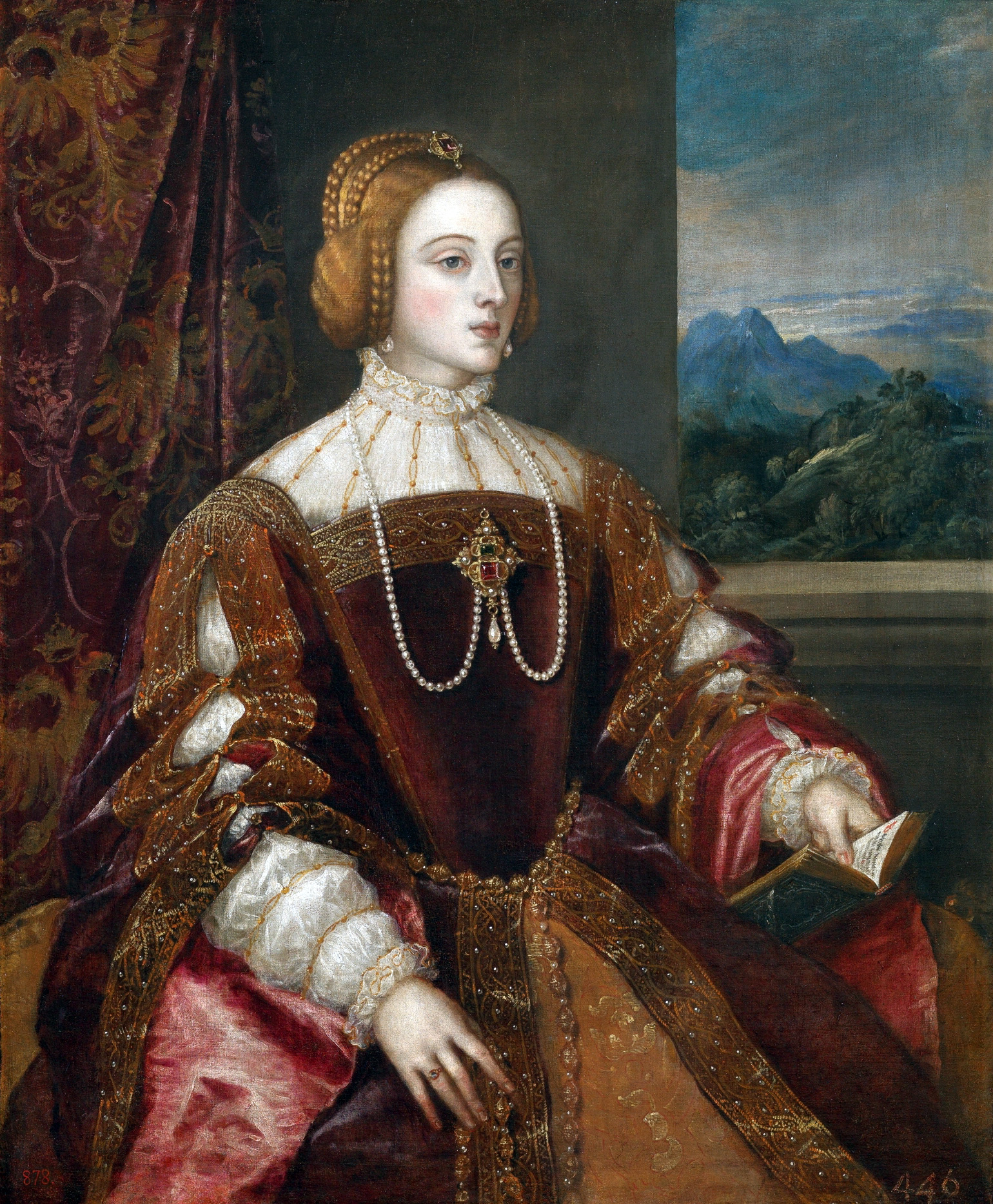
Portogallo
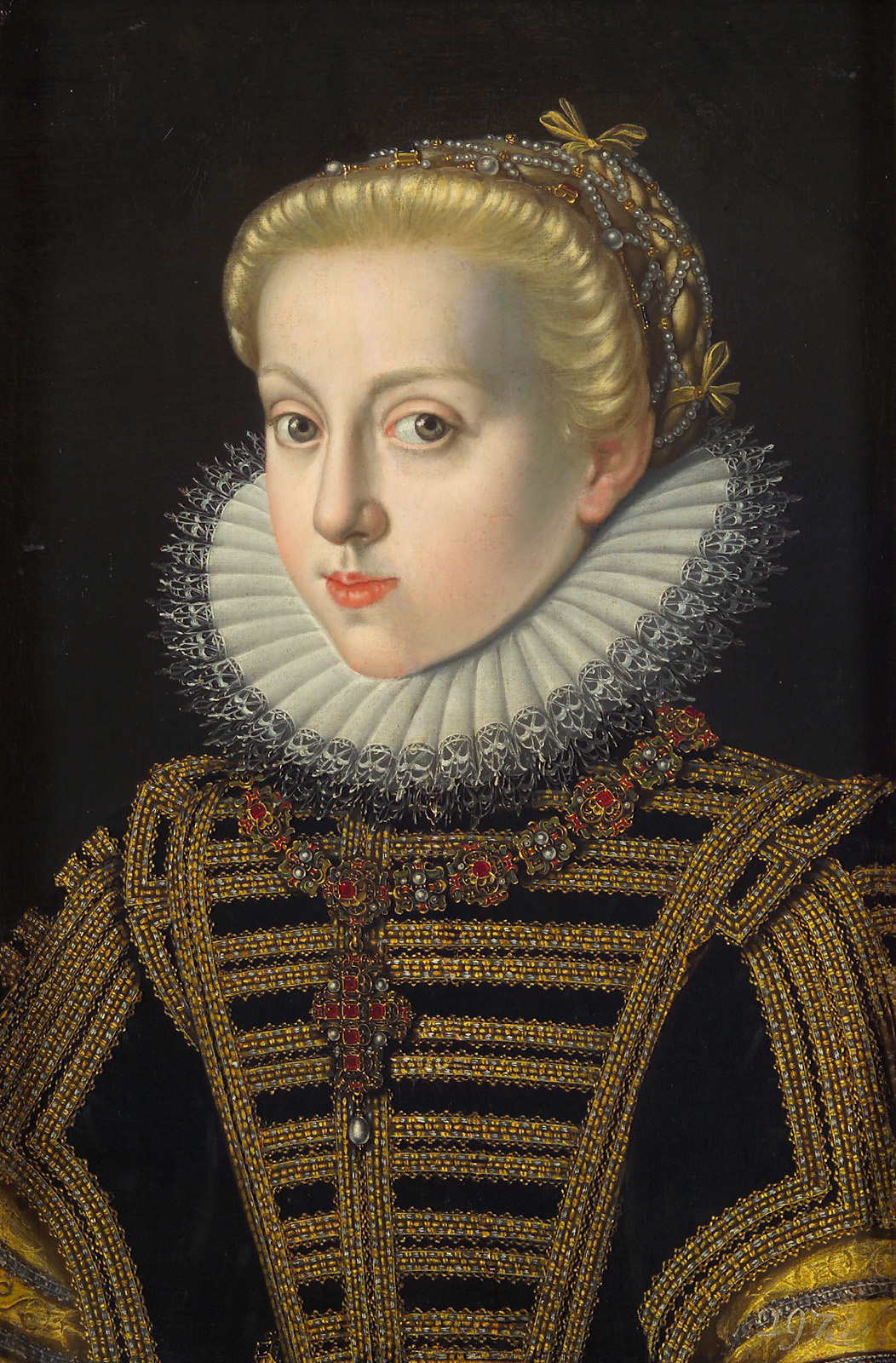
Austria
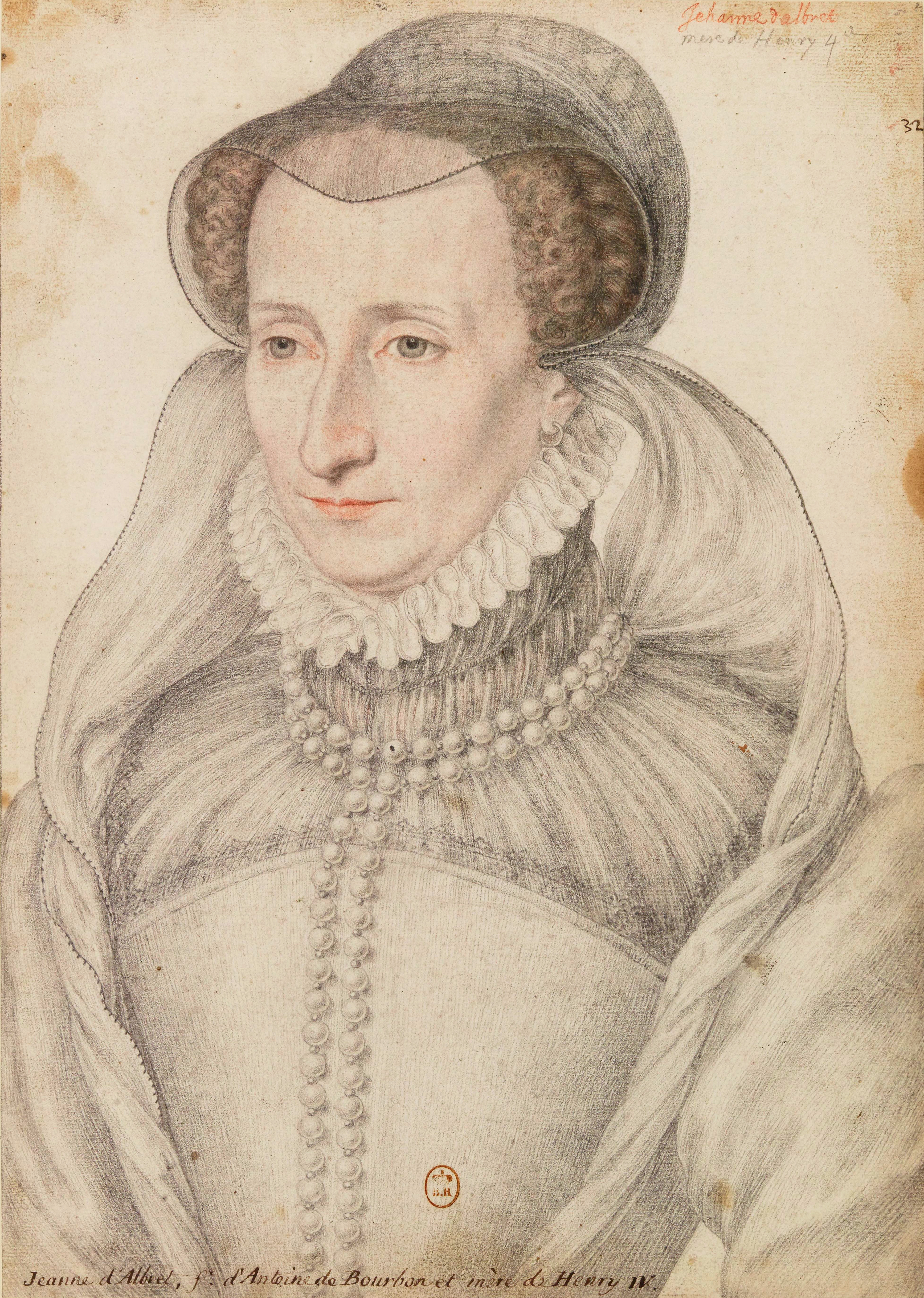
Spagna
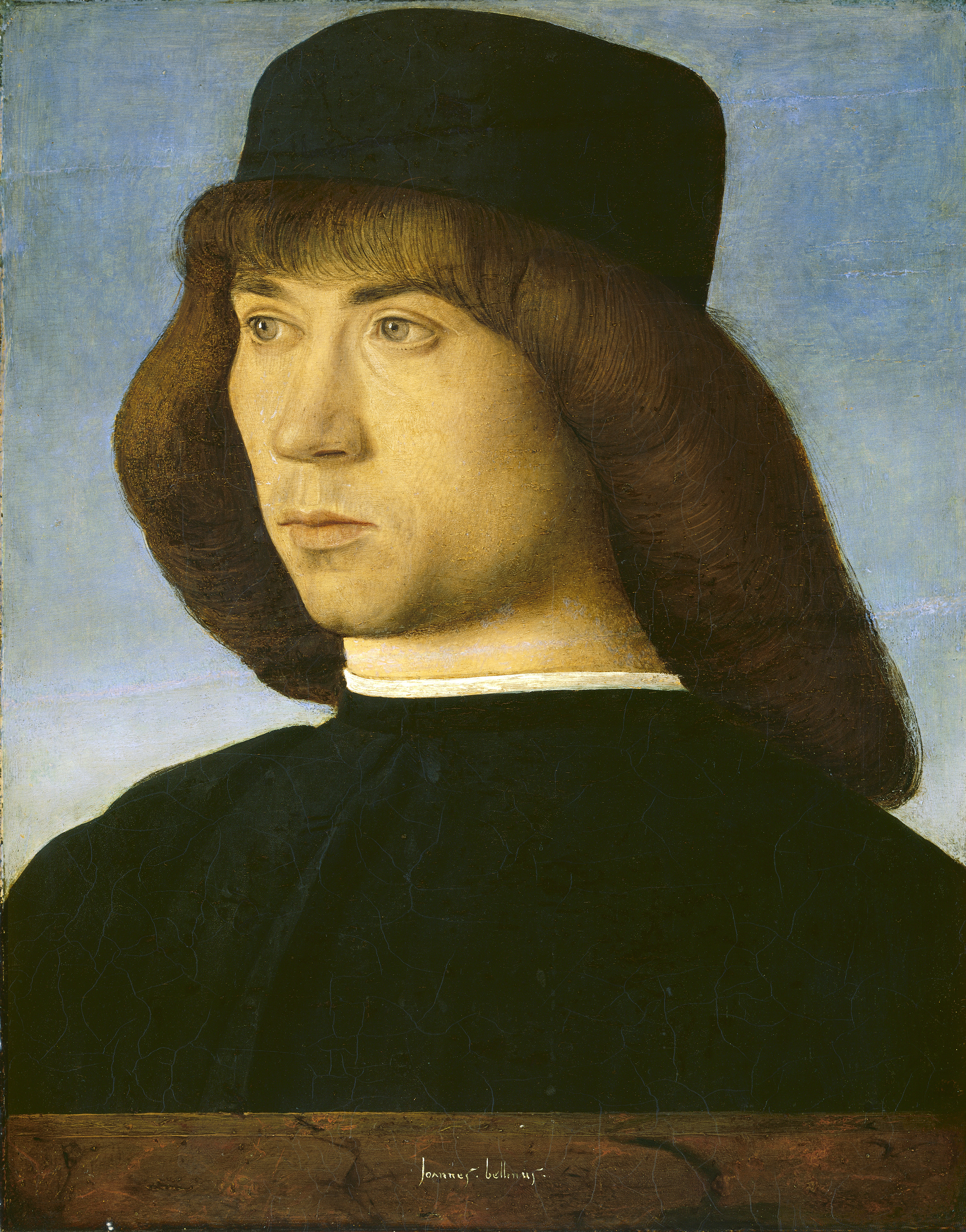
Italia

### XVII secolo

Germania
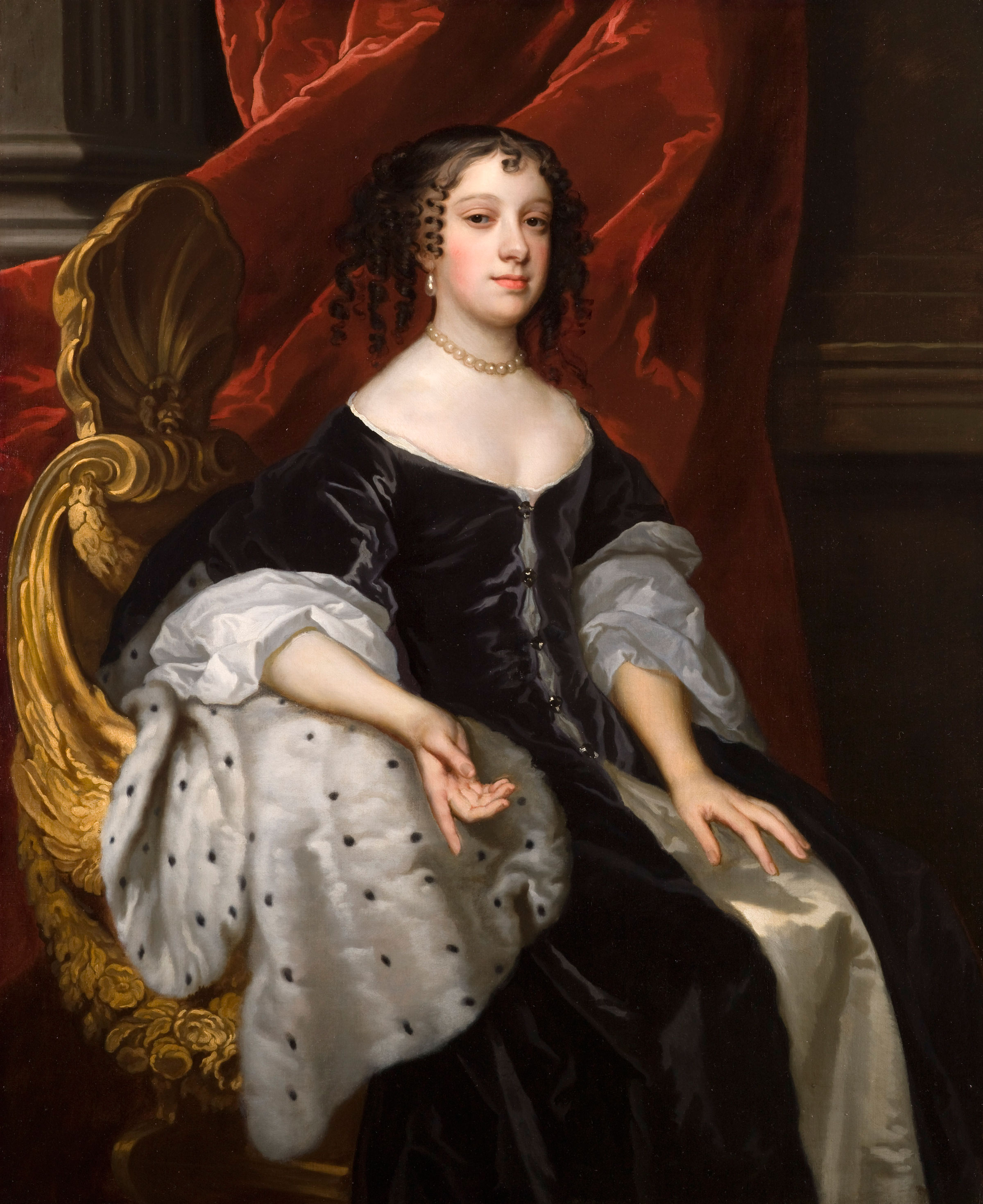
Inghilterra
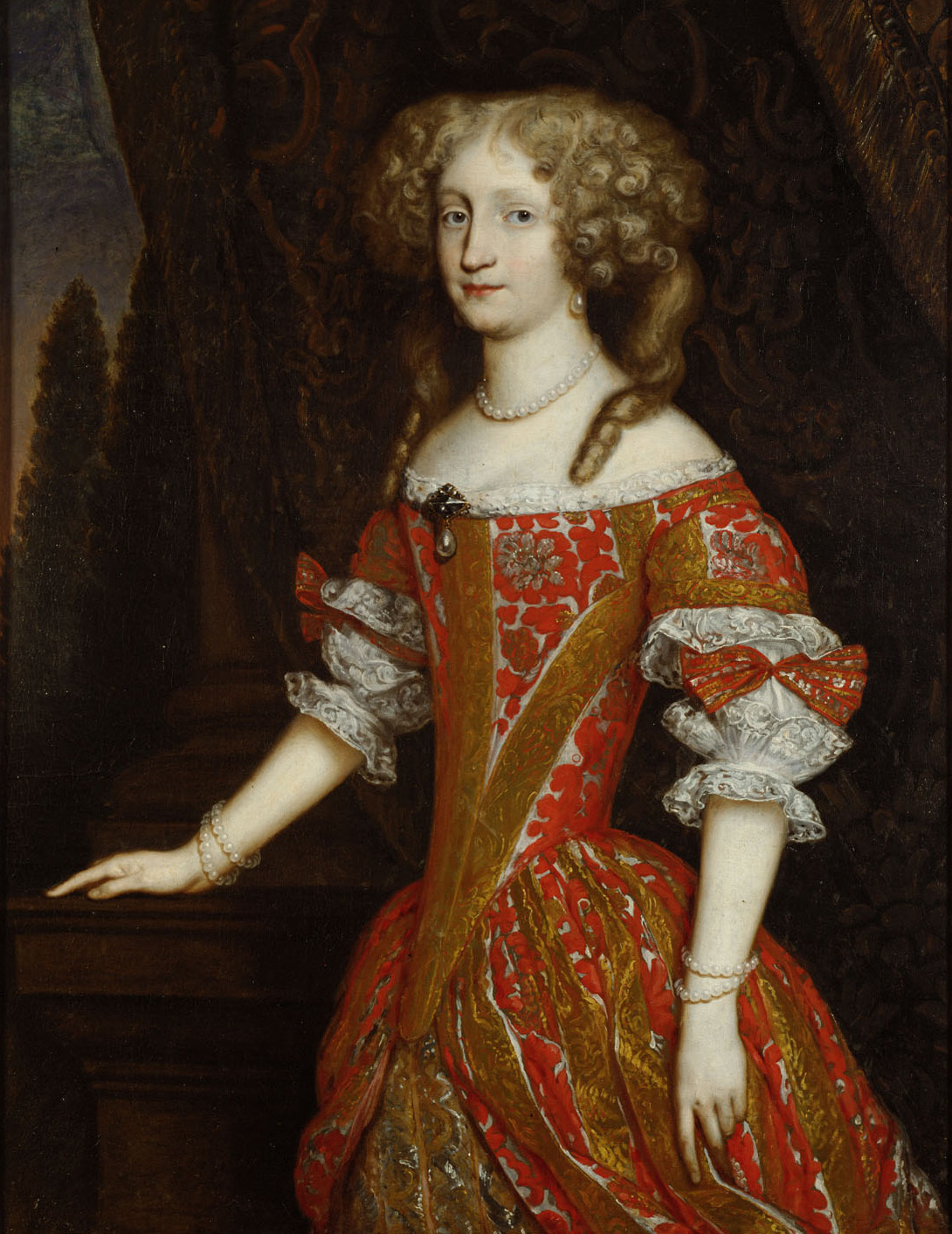
Germania
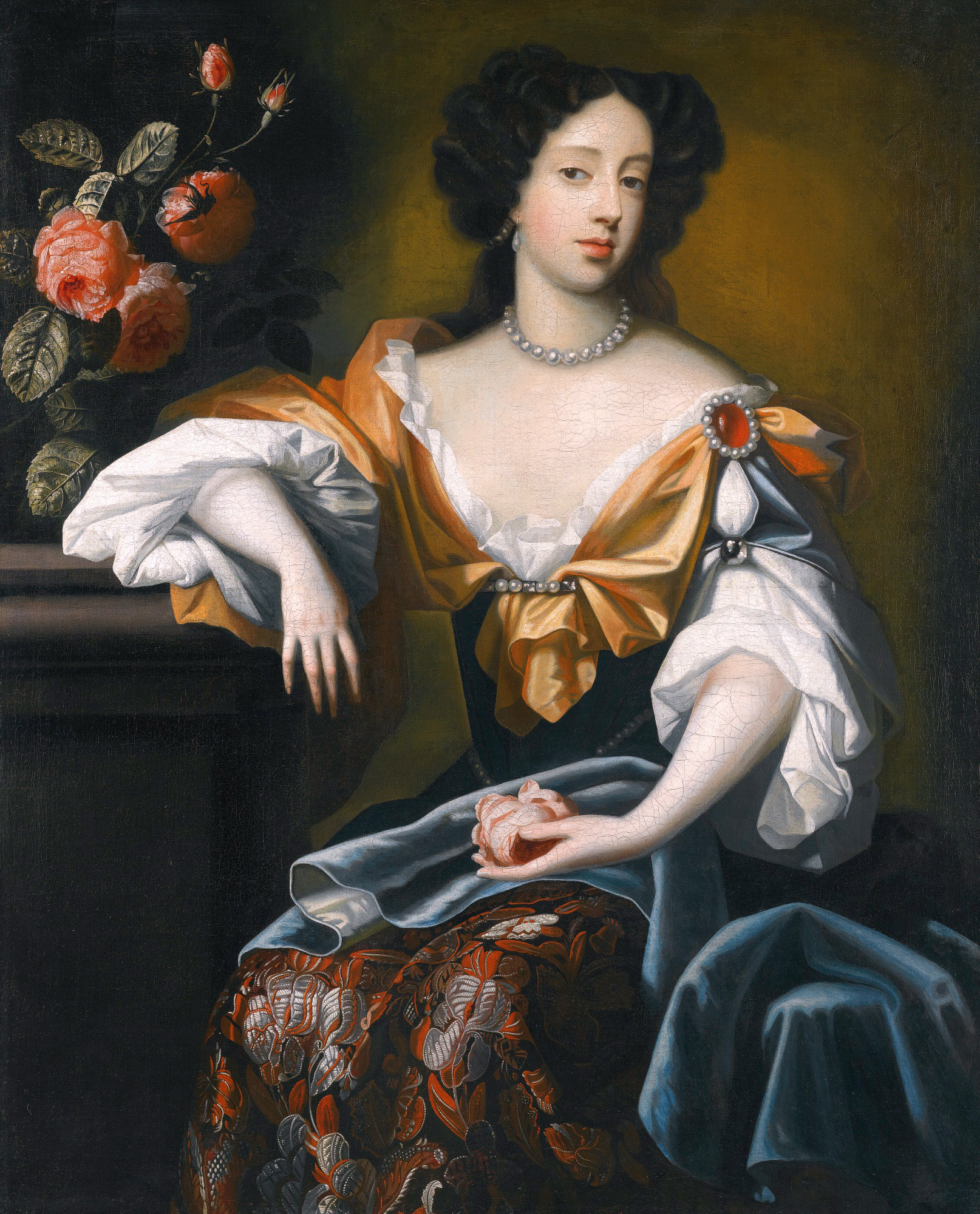
Inghilterra
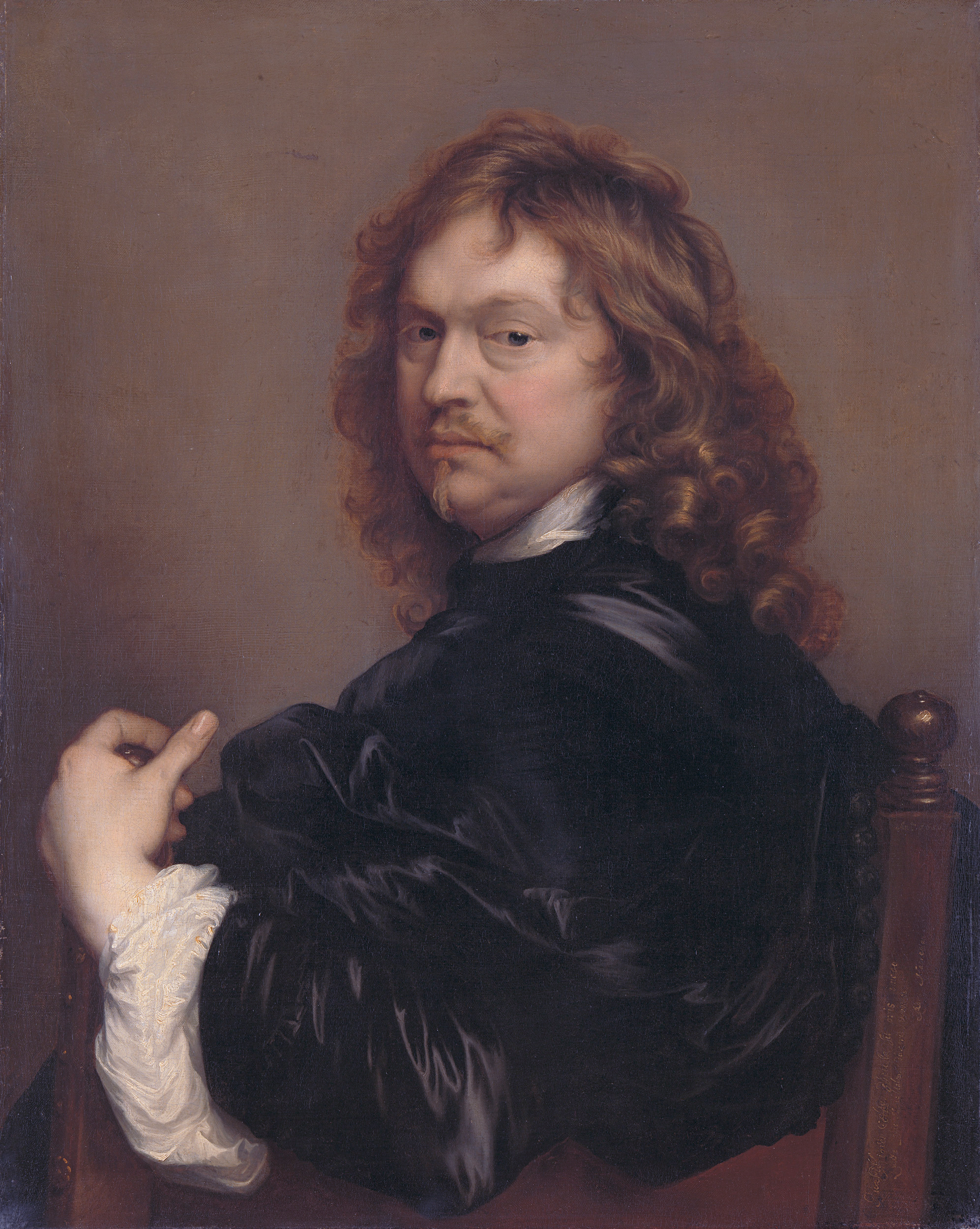
Danimarca

### XVIII secolo

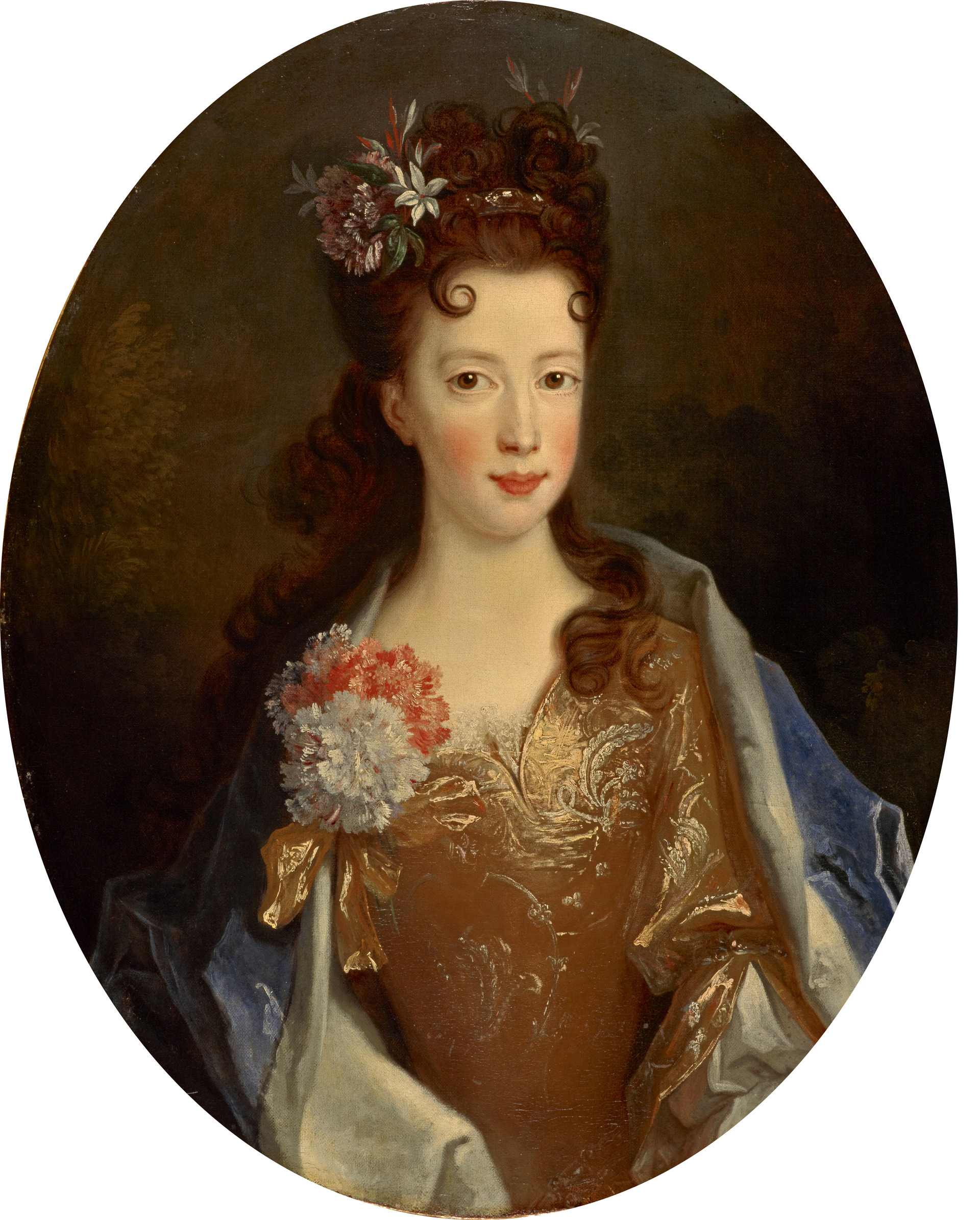
Inghilterra
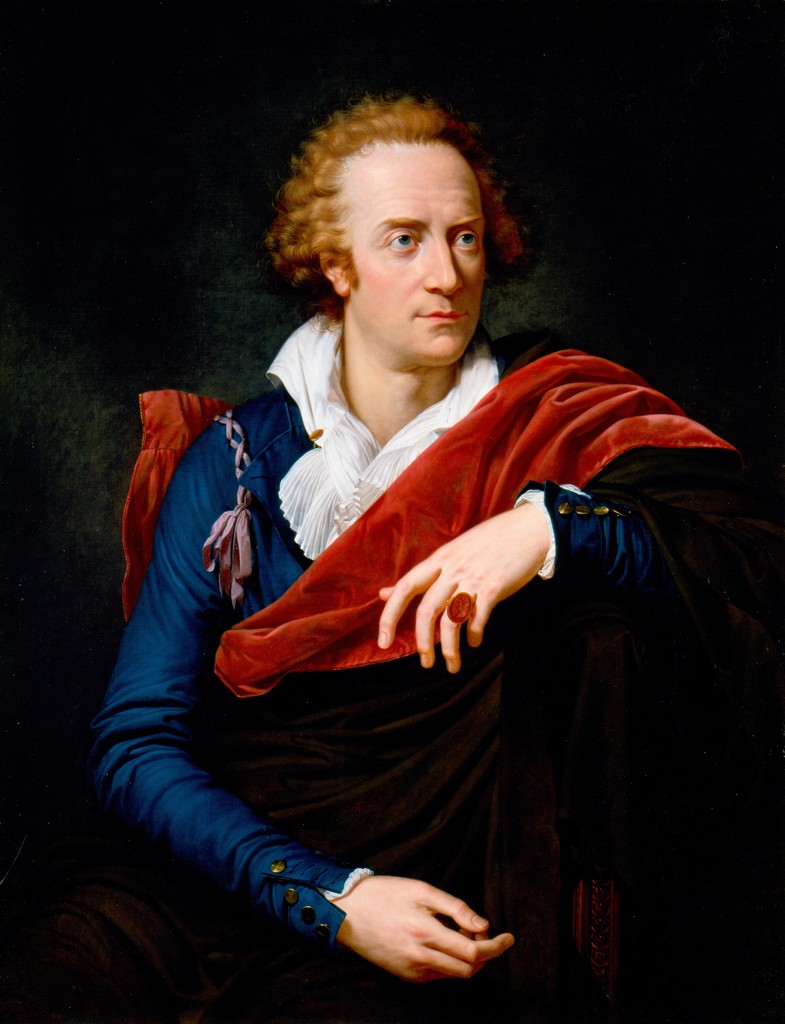
Italia
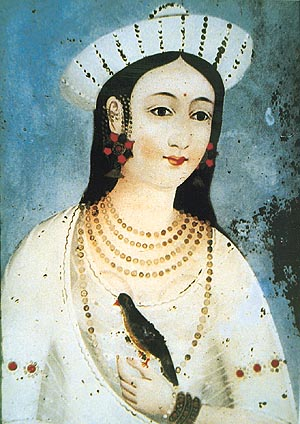
India
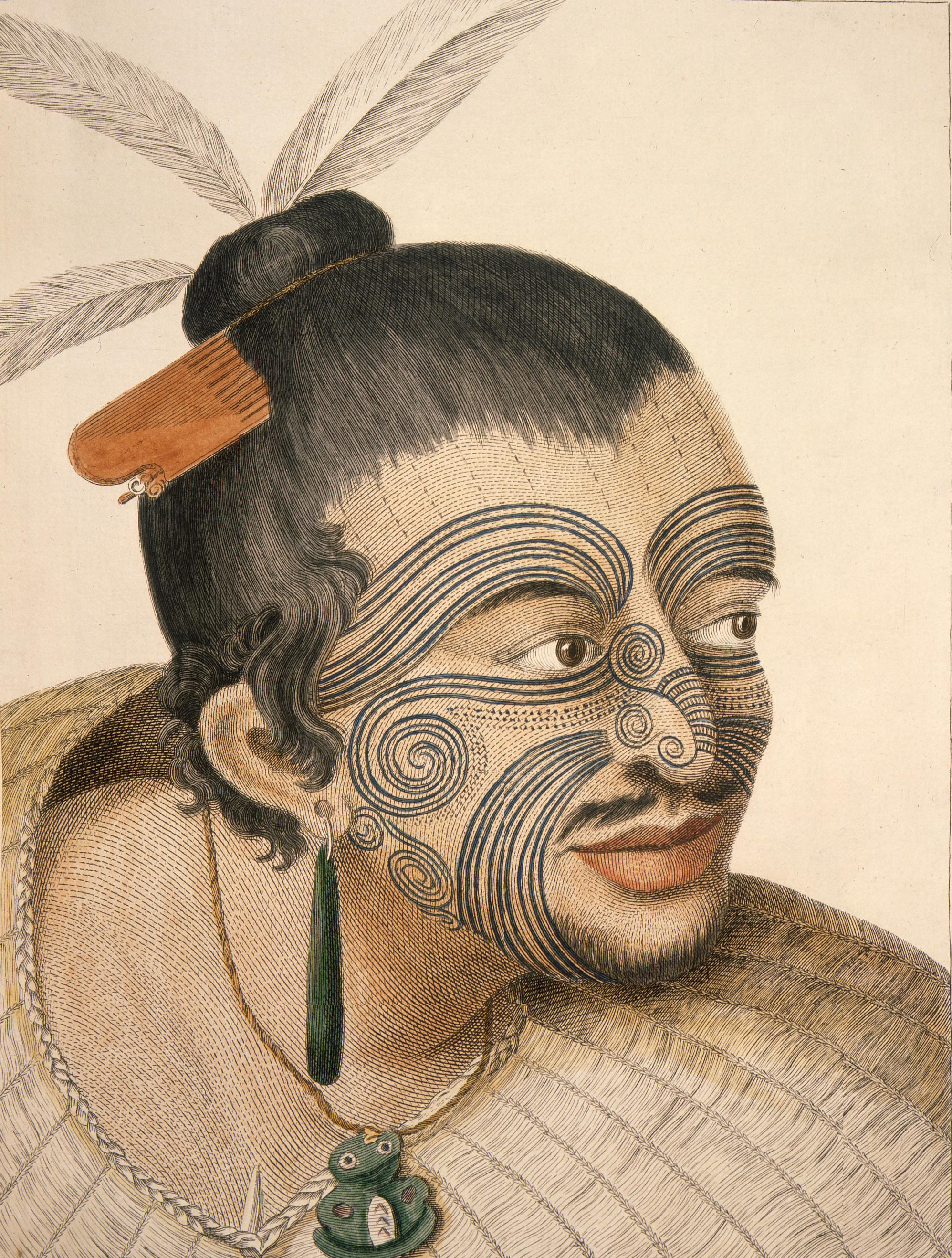
Maori uomo, Nuova Zelanda

### XIX secolo

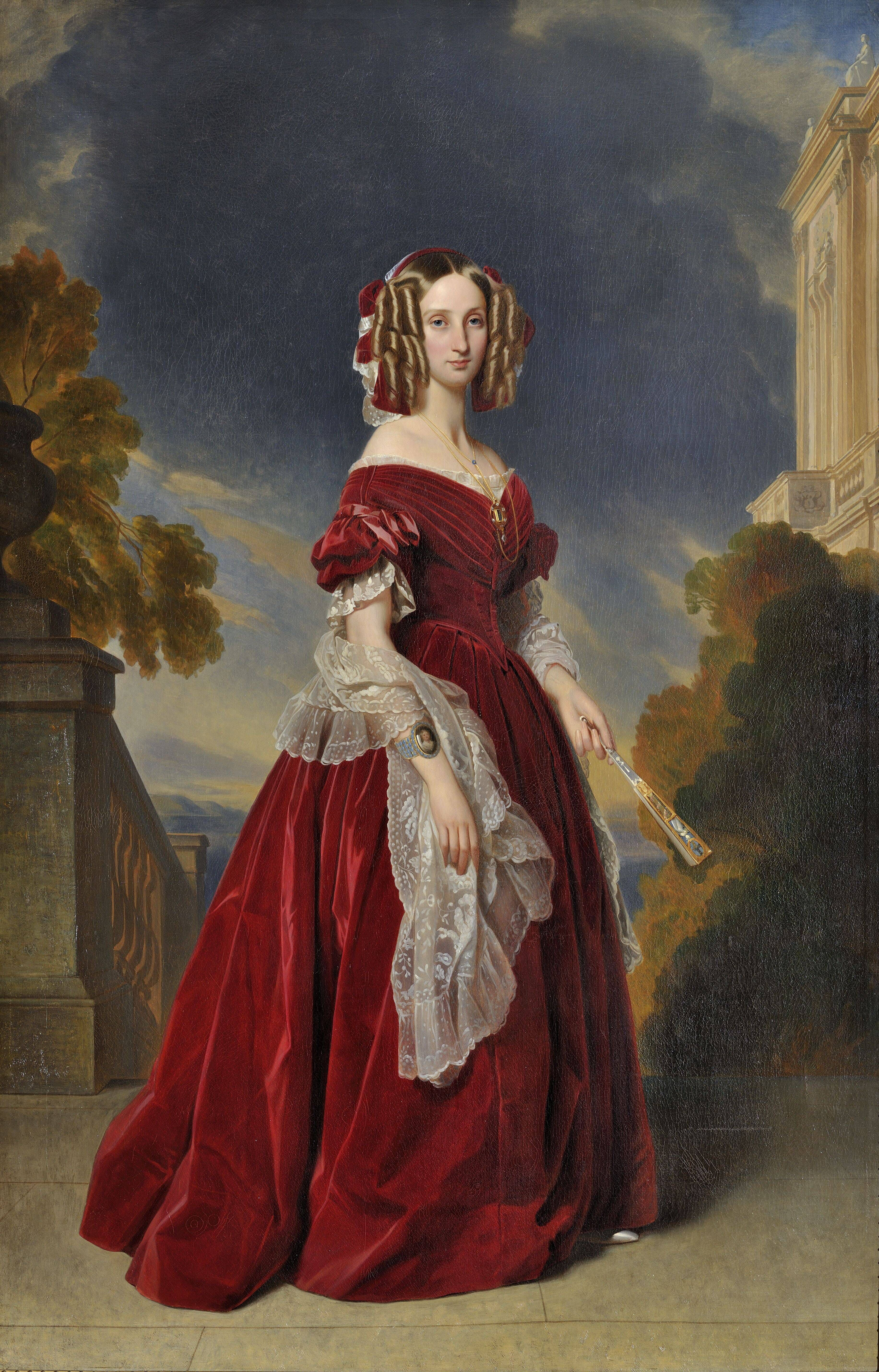
Francia
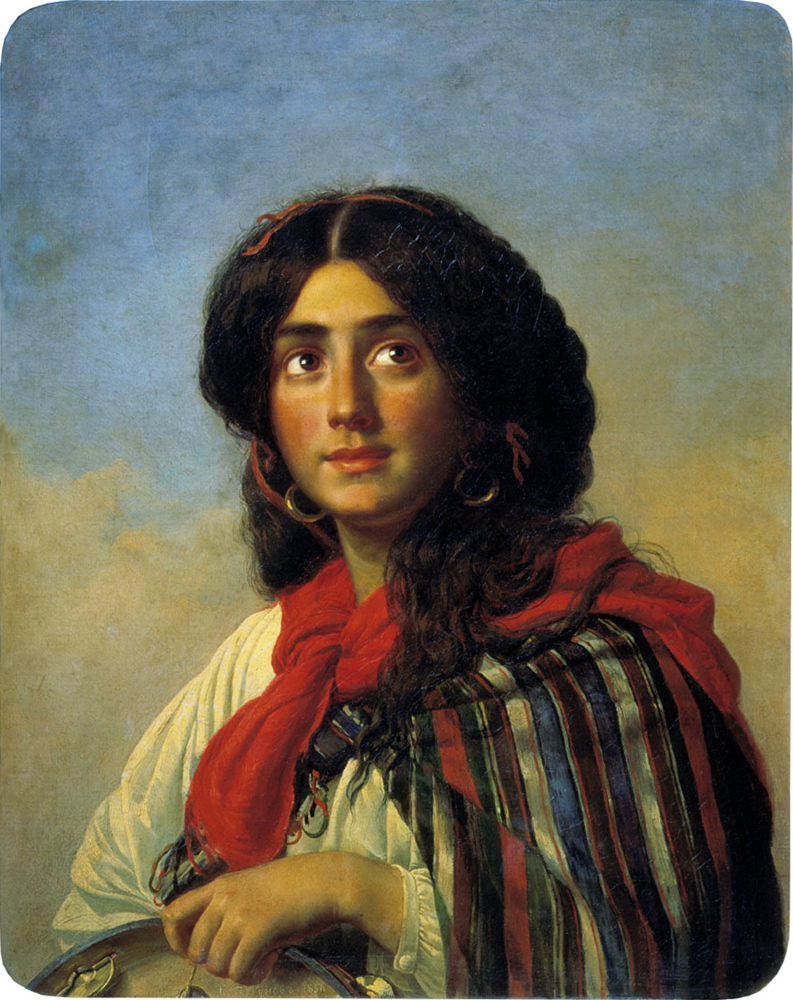
Ritratto di uno zingaro, Russia